# Пресвитер
Пресви́тер (от др.-греч. πρεσβύτερος — «старейшина, глава общины») — древнейшее каноническое (то есть усвоенное древним церковным законодательством, правилами апостолов, вселенских и поместных соборов) название второй степени священства в христианстве.
Дионисий Ареопагит называет пресвитера «совершителем», «потому что он совершает священнодействия (причащение, крещение и благословение), хотя и не имеет права передавать благодать священства, то есть не может поставить другого священника».

## История
Термин «пресвитер» встречается и в греческом переводе Ветхого Завета (Септуагинте, Исх. 12:21; Чис. 11:16; 1Цар. 21:7; Иудифь. 6:14, 16), что соответствует на др.-еврейском языке «старейшинам» евреев (зикнеям). Однако христианские пресвитеры в большей степени соответствовали ветхозаветным священникам (кохенам), совершающим жертвоприношения в Храме.
Во времена апостолов «пресвитерами» часто назывались епископы и, наоборот, «епископами» — пресвитеры (см. Деян. 20:17-18, 28; 1Петр. 5:1—2; Тит. 1:5, 7; 1Тим. 3:1-2, 7; 1Тим. 5:17, 19) не в смысле обозначения иерархической степени тех и других, а лишь в древнем общенарицательном смысле слов «епископ» («осуществляющий надзор», «блюститель») и «пресвитер» («старший мужчина», «старейшина») для указания на личные качества, обозначаемые этими словами в буквальном их смысле.
Поэтому на Иерусалимском соборе, проходившем около 49 года (по другим данным — в 51 году) в Иерусалиме, действующими лицами были «апостолы и пресвитеры» (о епископах на этом важнейшем для Церкви соборе нет ни слова):

По прибытии же в Иерусалим они были приняты церковью, Апостолами и пресвитерами
— Деян. 15:4

Апостолы и пресвитеры собрались для рассмотрения сего дела.
— Деян. 15:6

Тогда Апостолы и пресвитеры со всею церковью рассудили, избрав из среды себя мужей, послать их в Антиохию с Павлом и Варнавою
— Деян. 15:22

написав и вручив им следующее: «Апостолы и пресвитеры и братия — находящимся в Антиохии, Сирии и Киликии братиям из язычников: радоваться.
— Деян. 15:23

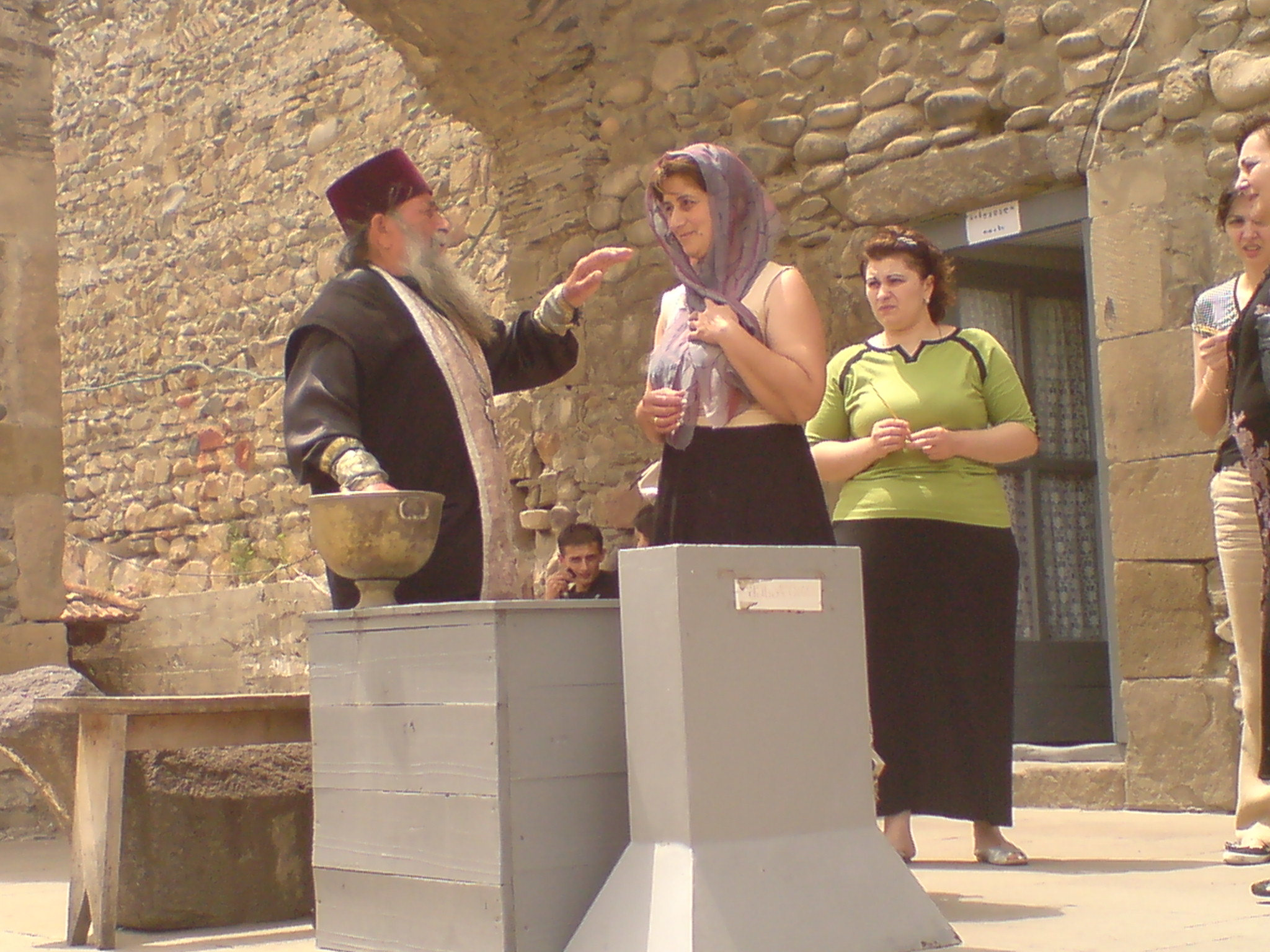

Если, говоря о христианском епископе, хотели указать на его старческий возраст и свойственную ему мудрость, его называли «пресвитером» («старец, старейшина»). Тех пресвитеров, которые были поставлены самими апостолами и находились под их непосредственным руководством, хотя и без права посвящения других в пресвитеры или диаконы, называли «епископами» («надзирателями, управителями»).
В смысле возраста, «пресвитерами» называли себя даже апостолы Пётр (1Петр. 5:1) и Иоанн (2Ин. 1:1; 3Ин. 1:1). Вероятно, к епископам и пресвитерам относились одинаково и другие нарицательные названия, присваиваемые в книге Деяний и в Посланиях апостольских лицам, стоявшим во главе той или другой церковной общины: пастыри (ποιμένες — Еф. 4:11), вожди, наставники (ήγούμενοι — Евр. 13:7, 17, 24), предстоятели, начальники (προεστόμενοι, praepositi, antistites — 1Фес. 5:12; Рим. 12:8), председатели (προέδροι, praesidentes), иереи (ιερεύς).
Обязанности пресвитеров, как видно из Деяний и Посланий апостольских и творений святых отцов II и III веков, были следующие:
1. Председательствование в собраниях верных в отсутствие епископа; в его присутствии пресвитер занимал второе место.
2. Совершение таинств и священнодействий.
3. Поучение с благословения епископа, которому это право принадлежало главным образом.
4. Преподание благословения верным.
5. Принятие исповедания от членов церкви.

В храме епископ восседал на седалище возвышенном (tronus celsus), пресвитеры — на седалищах, стоявших ниже (tronus secundus). Если при епископе служили несколько пресвитеров, то они образовывали около него полукруг (corona ecclesiae, spiritualis corona, circuli presbyterii).
В римских катакомбах найдены фресковые изображения таких coronae ecclesiae, относящиеся к древнейшему времени. При посвящении нового пресвитера пресвитеры во время руковозложения епископского имели право возлагать на него свои руки (соб. карф. IV). Корпорация пресвитеров при епископе называлась пресвитерия (πρεςβυτέριον, presbyterium, πρεςβύτειον, συνεδρον του πρεςβυτερίον, senatus ecclesiae, senatus Christi, consiliarii episcopi, consilium ecclesiae). На соборах пресвитеры занимали места во втором ряду, позади епископов (подписи их имеются на многих соборных актах). На Западе без собора пресвитеров епископ не постановлял ничего, относящегося к церковной дисциплине (Карфаг. соб., IV, 22, 23; соб. Толедский, VI).
В отсутствие епископа, а также по его смерти или по удалении его с кафедры до назначения ему преемника пресвитерий исправлял его обязанности (кроме посвящений — см. послания Киприана Карфагенского, V, Х и XXI, послание Игнатия Богоносца к траллийцам). В средние века на Западе пресвитерий заменён капитулом. Терминологически, в смысле обозначения именно второй степени священства с её специальными обязанностями, название πρεςβύτερος в первый раз встречается в Деян. 14:23 при рассказе о поставлении апостолом Павлом через рукоположение пресвитеров во все церкви Дервии, Листры, Иконии и Антиохии.

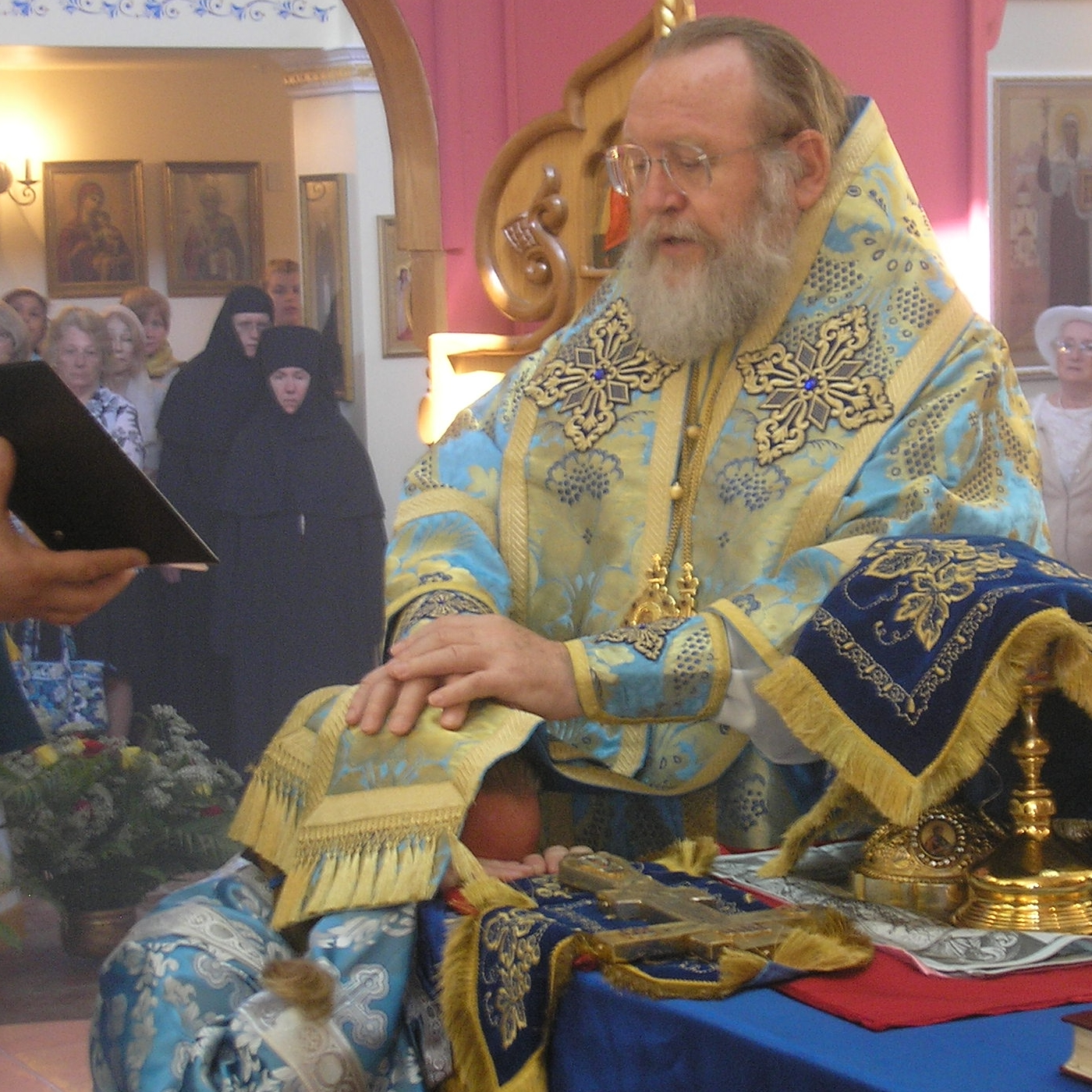
Митрополит Иларион (Капрал) совершает таинство хиротонии во пресвитера

Затем в посланиях к Тимофею и Титу говорится о рукоположении пресвитеров епископами, каждым в своей епархии (1Тим. 5:17, 19, 22; 1Тим. 4:14; 2Тим. 1:6). В избрании пресвитеров принимала участие и паства, то есть миряне. Климент Римский и Игнатий замечают, что поставление пресвитеров «совершалось с согласия всей церкви» (то есть прихода, для которого они избирались). Климент Александрийский упоминает об избирательном списке кандидатов на пресвитерство (έκλογή), составлявшемся паствой. Участие её в выборе пресвитеров совершалось столь чинно, что император Александр Север (III век) ставил выборы кандидатов на пресвитерство в христианских общинах в пример для выбора гражданских чиновников. Лаодикийский собор (IV век) отменил участие паствы в выборе пресвитеров (см. Павлов, «Об участии паствы в делах церкви», Казань, 1866).
Участие мирян в избрании кандидатов на пресвитерство не означало участия их в посвящении их; оно было только свидетельством о их достоинствах и качествах; благодать, характеризующую пресвитерство, преподавало лишь руковозложение епископа. По мнению протестантских учёных, пресвитер и епископ имели сначала одну и ту же степень и достоинство; различие между ними появилось лишь в III веке; название «пресвитер» указывает на достоинство, а «епископ» — на должность, совмещенные в одном лице.
Это мнение имело свои зачатки ещё в IV веке, но тогда же было отвергнуто Церковью. Чем дальше, тем подробнее в учении Церкви и в творениях св. отцов представляется значение пресвитерства как второй степени священства. Отцы Церкви IV-го и последующих веков (Григорий Богослов, Иоанн Златоуст, Амвросий Медиоланский, Иероним Стридонский, Григорий Двоеслов) в своих творениях подробно разработали богословское учение о священстве.
В умственном отношении избираемый в пресвитеры должен быть достаточно образован в богословии, знать хорошо церковные правила (поэтому к пресвитерству не допускались новообращенные ко Христу). В неблагоприятные для образования периоды уровень требований к пресвитерам несколько понижался (например в IX и след. веках на Западе); в России на соборах Владимирском (1274), Стоглавом (1551) и Большом московском (1667) определено довольствоваться тем, чтобы кандидат на пресвитерство «хорошо знал грамоту».

## В Русской православной церкви
По ныне действующему в Русской православной церкви церковному праву требуется, чтобы пресвитер окончил курс богословского образования в духовной академии или семинарии; лишь в виде исключения позволяется допускать в пресвитеры и не окончивших курса благонадёжных диаконов, а также лиц светских, на экзамене у архиерея доказавших достаточность своих познаний в богословии.
В нравственном отношении от кандидата в пресвитеры требуется безупречное поведение. Возраст для вступления в пресвитерство определён ещё в IV веке — 30-летний. Это правило, от которого часто отступали, подтверждено Священным Синодом в 1869 году. В физическом отношении не считаются препятствием к священству телесные недостатки, за исключением таких, которые служат препятствием для надлежащего исполнения священнических обязанностей (глухота, слепота). В 1885 году в пресвитеры позволено посвящать и без предварительного прохождения низших должностей в клире. Женой пресвитера может быть только православная христианка. В древности брак для пресвитера не был обязателен, но не было и принуждения к безбрачию. Со времени появления ересей стригольников и жидовствующих, неженатых (кроме монахов) не посвящали в пресвитеры. Действующие ныне правила (с 1869 года) позволяют возводить в пресвитеры как овдовевших после первого брака, так и неженатых, заявивших желание навсегда остаться безбрачными.
Порядок совершения хиротонии во пресвитера находится в Чиновнике архиерейского священнослужения.

## Место в иерархии
39 Апостольское Правило гласит: «Пресвитеры и диаконы без воли епископа ничего да не совершают, ибо ему вверены людие Господни, и он воздаст ответ о душах их».